# 緋蒼幻想曲
《緋蒼幻想曲》是Exe Create開發的一款角色扮演遊戲，本作為Frane系列第三部作品，是《聖界的奇蹟》的續作，遊戲於2003年12月14日在Microsoft Windows上發售，2012年登陸手機平台。遊戲重製版《Frane: Dragons' Odyssey》由KEMCO於2019年4月5日在Microsoft Windows和家用主機平台發售。

## 遊戲內容
《緋蒼幻想曲》是一款動作角色扮演遊戲，舞台是一個奇幻世界，故事發生在《失落的羽翼》30年前。天使艾絲庫德觸犯天規，逃往人間，天神派遣龍族的柯納和力夜兒到人間捉捕艾絲庫德。玩家控制柯納和力夜兒在人間冒險，遊戲中柯納使用武器攻擊，力夜兒使用魔法攻擊。武器分為近、中、遠三種類型，魔法除了單體和全體攻擊魔法，還有治療類型魔法，兩人均有攻擊場景上全部怪物的必殺技。怪物有火、冰、無三種屬性，屬性互相克制，柯納兩人攻擊和技能帶有火或冰兩種元素。遊戲的武器和道具可以通過合成系統強化和製作，合成製作的料理和道具可以贈予特定非玩家角色，藉此提高對方好感度，某一角色好感度高，可以進入對方相關的結局。

## 開發及發行
《緋蒼幻想曲》是Frane系列第三部作品，由Exe Create開發及發行。該作開發組新增了互聯網功能，玩家在遊戲中獲得的貨幣可以用於下載電腦壁紙和電腦桌面應用。Exe Create於2002年10月18日，首度公開遊戲宣傳視頻，並預計遊戲在年內第四季度發售，後延期到2003年3月14日在Microsoft Windows推出，遊戲演示在發售前一周發佈。光譜資訊負責兩岸三地發售該作，台灣於2003年10月推出，香港由同年10月15日成立的分公司香港光譜在10月內發售，中國大陸地區在同年12月內發售。韓國由G-Square於同年12月1日發行，歐美地區以《Lost Angelic Chronicles of Frane: Dragons Odyssey》名義由ΩTH於2011年11月11日推出，歐美版由佐敦·史提芬重新為遊戲譜曲。
2012年5月7日，遊戲手機版《Dragons' Odyssey Frane》登陸App Store，手機版全球發行並提供英文配音。2019年4月5日，遊戲重製版《Frane: Dragons' Odyssey》由KEMCO在Xbox One、PlayStation 4、PlayStation Vita和Steam上推出。重製版的手機端同年5月7日開始預約下載，同月17日上架App Store和Google Play。同年9月11日，遊戲登陸任天堂eShop。

## 評價
| 媒体        | 得分   |
| ----------- | ------ |
| RPGamer     | 2.5/5  |
| Appget      | [ 18 ] |
| Fami通      | 27/40  |
| TouchArcade | [ 20 ] |

《軟體世界》和《Fami通》均認為該作是傳統的日式角色扮演遊戲（RPG）。RPGamer編輯亞歷士·富勒表示遊戲有一定可玩性，但是以RPG愛好者的角度來評價，本作整體表現未如理想。遊戲美術方面，Appget、TouchArcade和RPGamer則給與正面的評價，Appget和《Fami通》還稱讚重製版可以切換會舊版美術的設計。亞歷士·富勒稱遊戲精灵图和美術出色，場景設計多樣化且合理。《軟體世界》評論員麗莎認為該作與同期推出的日式RPG相比並不突出。遊戲劇情方面，亞歷士·富勒評價一般，他表示遊戲中沒由來的突發事件很多，角色塑造一般。TouchArcade評論員卡珊德拉·許將遊戲與其他App Store同類遊戲作對比，該作劇情驅動的表現更好。
遊戲系統方面，亞歷士·富勒批評遊戲內沒有說明玩法，也沒有教學關卡。頭目戰期間不支持暫停遊戲，拉高了遊戲的戰鬥難度。《Fami通》評論員和也表示重製版遊戲系統沒有與時俱進，保留了很多過時的設計。遊戲音樂方面，麗莎反應原版的背景音樂變化少，「有點單調」。歐美版的新配樂獲得RPGamer的好評，亞歷士·富勒大讚佐敦·史提芬的配樂是遊戲的一大亮點。遊戲的本地化評價負面，RPGamer和TouchArcade均批評歐美版的英文配音，亞歷士·富勒指出大多英配對白很不自然，部分演出也過於誇張。卡珊德拉·許更表示在聽完第一句英文配音台詞後就決定關掉遊戲的配音。

## 外部連結
- 官方网站（日語）